# Gum 24
Gum 24, nota anche come RCW 39, è una piccola nebulosa a emissione visibile nella costellazione delle Vele.
Si osserva nella parte centrale della costellazione, circa 5° a sud della stella Suhail (λ Velorum); appare come una piccola macchia irregolare, fotografabile con l'ausilio di filtri attraverso un telescopio di media potenza. La sua declinazione fortemente australe comporta che dalle regioni boreali la sua osservazione sia particolarmente difficoltosa dalla fascia temperata inferiore, mentre a nord del 41°N è sempre invisibile. Dall'emisfero australe invece è osservabile per quasi tutte le notti dell'anno. Il periodo migliore per la sua osservazione nel cielo serale va da dicembre a maggio.
La distanza di Gum 24 è dibattuta: secondo alcune stime si trova a circa 1700 parsec (5500 anni luce), connessa dunque alla nube più remota del Vela Molecular Ridge, denominata VMR B, e all'associazione OB Vela OB1; secondo altre stime invece questa nube si trova a circa 3000 parsec (9800 anni luce), ossia ben al di là del Vela Molecular Ridge e anche al di là dei bordi più remoti del Braccio di Orione, probabilmente in una zona inter-braccio fra quello del Sagittario-Carena e quello di Perseo.
La principale responsabile della ionizzazione dei suoi gas potrebbe essere la supergigante blu HD 78344, sebbene permangano molti dubbi, anche alla luce del fatto che questa nube risulta essere poco studiata. Indizi dell'attività di formazione stellare localizzati in questa nube sono dati dalla presenza di un maser ad acqua, situato a sudest della zona centrale della nebulosa, a cui sembra essere associata IRAS 09017−4814, una delle 7 sorgenti di radiazione infrarossa note nella nube, coincidente probabilmente con una giovane stella luminosa fortemente oscurata dalle polveri che la circondano.